# Challenger 3
Challenger 3 (CR3) – brytyjski czołg podstawowy czwartej generacji projektowany dla British Army. Powstanie on przez przebudowę istniejących czołgów Challenger 2 przez brytyjsko-niemiecką spółkę joint venture Rheinmetall BAE Systems Land.
Pojazd jest efektem rozpoczętego w 2005 roku programu Capability And Sustainment Programme (CSP), mającym umożliwić eksploatację i kompetetywność Challengera 2 do lat 30-tych XXI wieku. Cięcia finansowe doprowadziły do przekształcenia w 2014 roku programu CSP w "Challenger 2 Life Extension Programme" (LEP), w którym wzięły udział firmy BAE Systems i Rheinmetall. W 2019 roku utworzyły one wspólną spółkę, której celem stało się zaprojektowanie i wykonanie ulepszonej wersji Challengera pozwalającej na jego eksploatację do roku 2035-go.
Wejście Challengera 3 do służby jest planowane w 2025 roku, dwa lata wcześniej, niż pierwotnie zakładano. Przebudowanych ma zostać 148 czołgów za łączną kwotę 906,89 milionów funtów szterlingów (1,17 miliarda dolarów amerykańskich).

## Historia
W 2005 roku brytyjskie Ministerstwo Obrony dostrzegło potrzebę rozpoczęcia programu utrzymania zdolności (ang. Capability Sustainment Programme, w skrócie CSP) dla czołgów Challenger 2 w celu utrzymania ich w służbie do połowy lat 30-tych XXI wieku oraz do zwiększenia ich mobilności, skuteczności oraz przeżywalności na polach bitew. Pierwotnie program miał się zakończyć do roku 2020 i wdrożyć wszystkie ulepszenia z programu Challenger Lethality Improvement Programme wraz z nowym 120-milimetrowym działem. Ze względów finansowych w maju 2014 roku CSP zastąpiono nowym programem Life Extension Programme (LEP) o podobnym zakresie zmian, lecz z pozornym zarzuceniem zmiany uzbrojenia głównego.
Do lutego 2016 roku do programu zgłosiły się następujące firmy: BAE Systems, General Dynamics UK, Krauss-Maffei Wegmann (we współpracy z Pearson Engineering), Lockheed Martin UK, RUAG i Rheinmetall. 22 grudnia tego samego roku Ministerstwo Obrony wybrało oferty BAE Systems i General Dynamics (które wraz z partnerami utworzyły wspólną grupę Team Challenger 2) oraz Rheinmetall. Każdy z podmiotów otrzymał kontrakt w wysokości 23 miliardów funtów na przeprowadzenie badań i prezentację przygotowywanych rozwiązań. Projekt zespołu Team Challenger 2 został zaprezentowany w październiku 2018 roku i otrzymał kryptonim Czarna Noc (ang. Black Night) – zakładał zastosowanie celownika dowódcy Safran PASEO, termowizora Leonardo dla celowniczego i system nocnej obserwacji Leonardo DNVS 4; ponadto usprawnienia otrzymała wieża (choć bez zmiany uzbrojenia głównego), a pojazd miał otrzymać system ostrzegający przed namierzeniem laserem oraz system aktywnej obrony. Projekt Rheinmetall został zaprezentowany w styczniu 2019 roku i zawierał zupełnie nową wieżę wyposażoną w pełni cyfrową elektronikę, systemy obserwacji w dzień i w nocy dla dowódcy i działonowego oraz w armatę Rh-120 długości 55 kalibrów. Wieża ta została przygotowana z własnych funduszy firmy i nie wchodziła w zakres modernizacji programu LEP.
W czerwcu 2019 roku obie konkurujące ze sobą firmy podpisały porozumienie i utworzyły spółkę joint venture Rheinmetall BAE Systems Land (RBSL). W tym samym roku na targach DSEI w Londynie został zaprezentowany pierwszy model nowego pojazdu.
22 marca 2021 roku minister Ben Wallace zaprezentował brytyjskiemu parlamentowi dokument „Defence in a Competitive Age”, w którym potwierdzono modernizację 148 czołgów Challenger 2 pod desygnacją Challenger 3, a 7 maja oficjalnie podpisano kontrakt z RBSL o wartości 800 miliardów funtów, w którym przyjęto propozycję zastosowania nowej wieży. 
Pierwszy egzemplarz prototypowy został dostarczony 23 stycznia 2024 roku i miesiąc później wysłano go na testy w Niemczech, natomiast pierwsze strzelanie odbyło się w kwietniu. 18 kwietnia 2024 roku sekretarz obrony Grant Shapps brał udział w prezentacji pojazdu z serii przedprodukcyjnej w zakładach RBSL w Telford. Drugi prototyp został dostarczony we wrześniu 2024 roku.

## Charakterystyka
Challenger 3 posiada zmodernizowany kadłub względem poprzednika, w którym wzmocniono silnik, usprawniono system chłodzenia oraz zastosowano zawieszenie Hydrogas pozwalające na poprawę celności prowadzenia ognia w trakcie ruchu pojazdu. Zastosowano nowy pancerz kompozytowy o nazwie Farnham wraz z dodatkowym opancerzeniem modularnym Epsom. Dodatkową ochronę zapewnia zamontowany system obrony aktywnej Trophy wraz z pasywnymi sensorami optycznymi ELAWS ostrzegającymi przed namierzeniem czołgu wiązką lasera oraz wyrzutniami granatów dymnych. Dowódca i działonowy posiadają do swojej dyspozycji przyrządy obserwacyjne pozwalające na pracę zarówno w dzień, jak i w nocy pozwalające na automatyczne wykrywanie i namierzanie celów. 
Challenger 3 posiada całkowicie nową wieżę. Najbardziej znaczącą różnicą jest zmiana uzbrojenia głównego z brytyjskiej gwintowanej armaty L30A1 na niemiecką gładkolufową Rh-120 L/55 A1, co pozwoli na korzystanie z amunicji scalonej standardowej dla wszystkich członków NATO. Dodatkowo czołg ma być w stanie wystrzeliwać najnowszą amunicję przeciwpancerną DM73 pozwalającą na rażenie celów w zasięgu do 5 km, co w połączeniu z ulepszonym systemem kontroli ognia czyni Challengera 3 pierwszym czołgiem na świecie posiadającym tak daleki zasięg skutecznego strzału. Uzbrojenie dopełniają dwa karabiny maszynowe – sprzężony z działem karabin maszynowy L8A2 oraz montowany na wieżyczce dowódcy karabin maszynowy L37A2, obydwa w kalibrze 7,62 × 51 mm.